# Sufrágio negro nos Estados Unidos

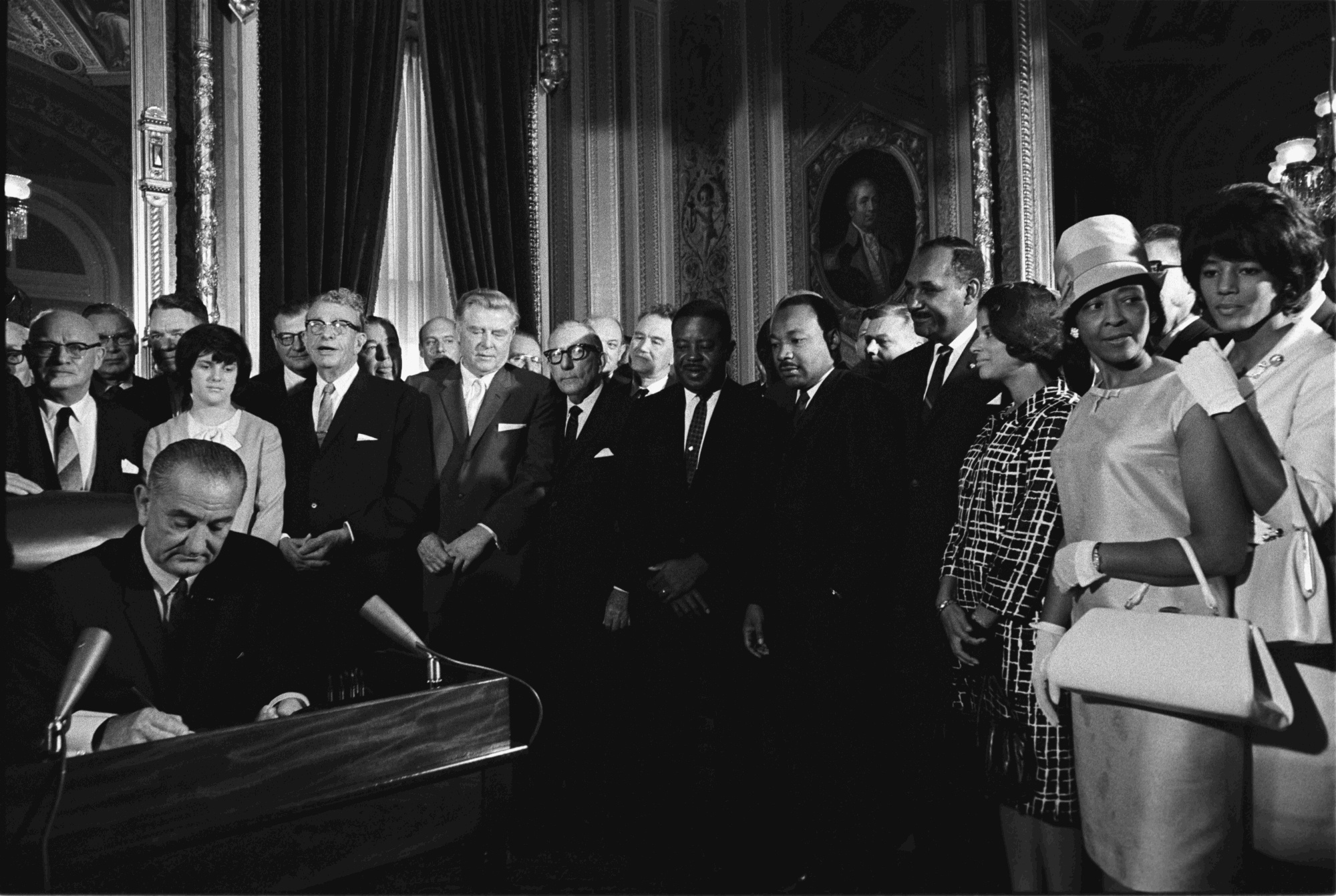
Lyndon Johnson assina a Lei do Direito ao Voto de 1965.

O sufrágio negro nos Estados Unidos foi uma das principais frentes da luta pelos direitos civis. Embora a Lei de Direitos de Voto de 1965 tenha sido um marco fundamental, garantindo o direito ao voto para todos os cidadãos, independentemente de raça, a conquista da igualdade racial foi um processo gradual e repleto de desafios. Antes da Guerra Civil e das Emendas de Reconstrução da Constituição dos EUA, alguns negros nos Estados Unidos tinham o direito de votar, mas esse direito era frequentemente restringido ou retirado. Depois de 1870, os negros eram teoricamente iguais perante a lei, mas no período entre o fim da era da Reconstrução e a aprovação da Lei dos Direitos Civis de 1964, isso foi frequentemente violado na prática.

## Histórico

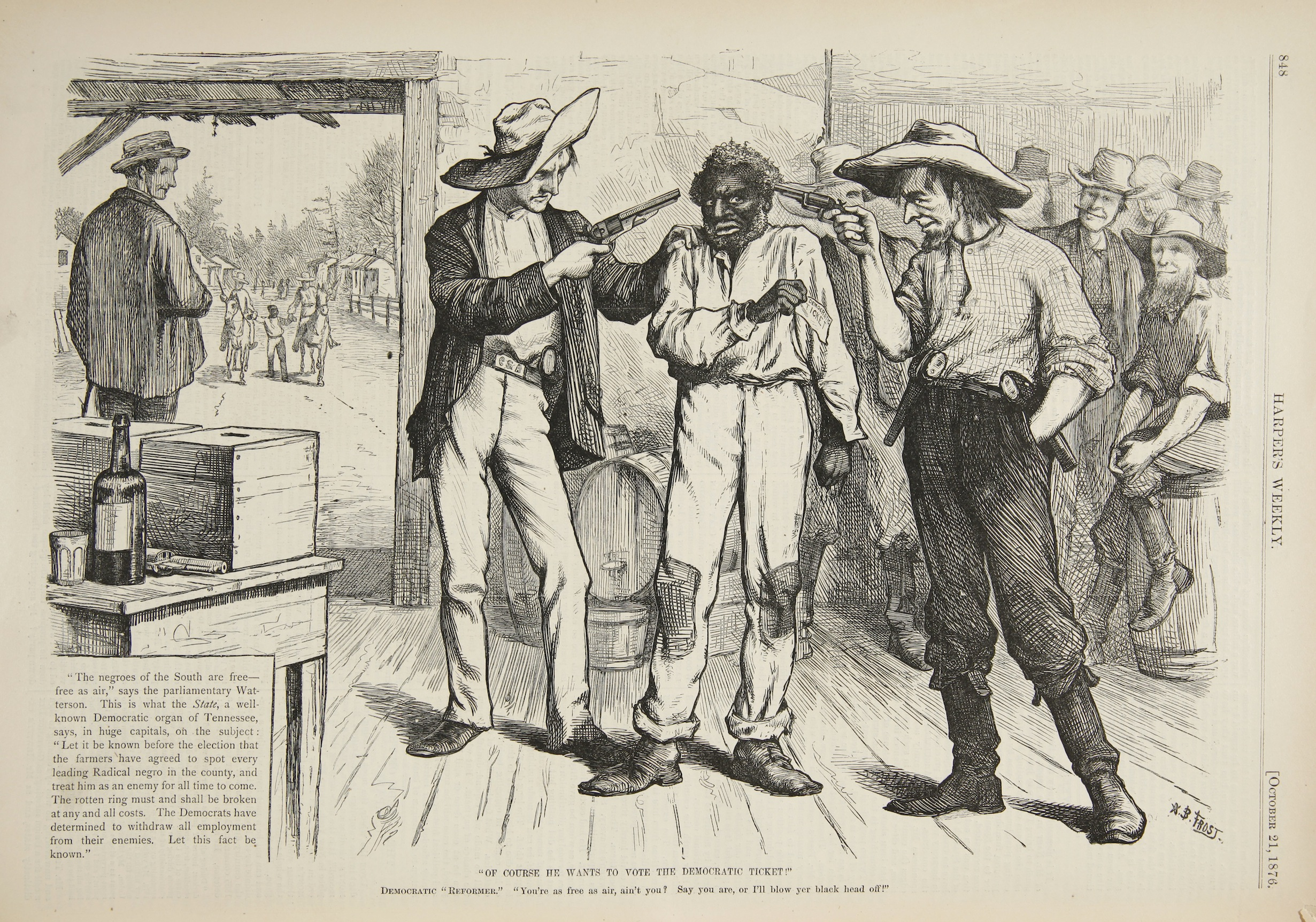
Desenho animado de 1876 ilustrando a oposição ao sufrágio negro.

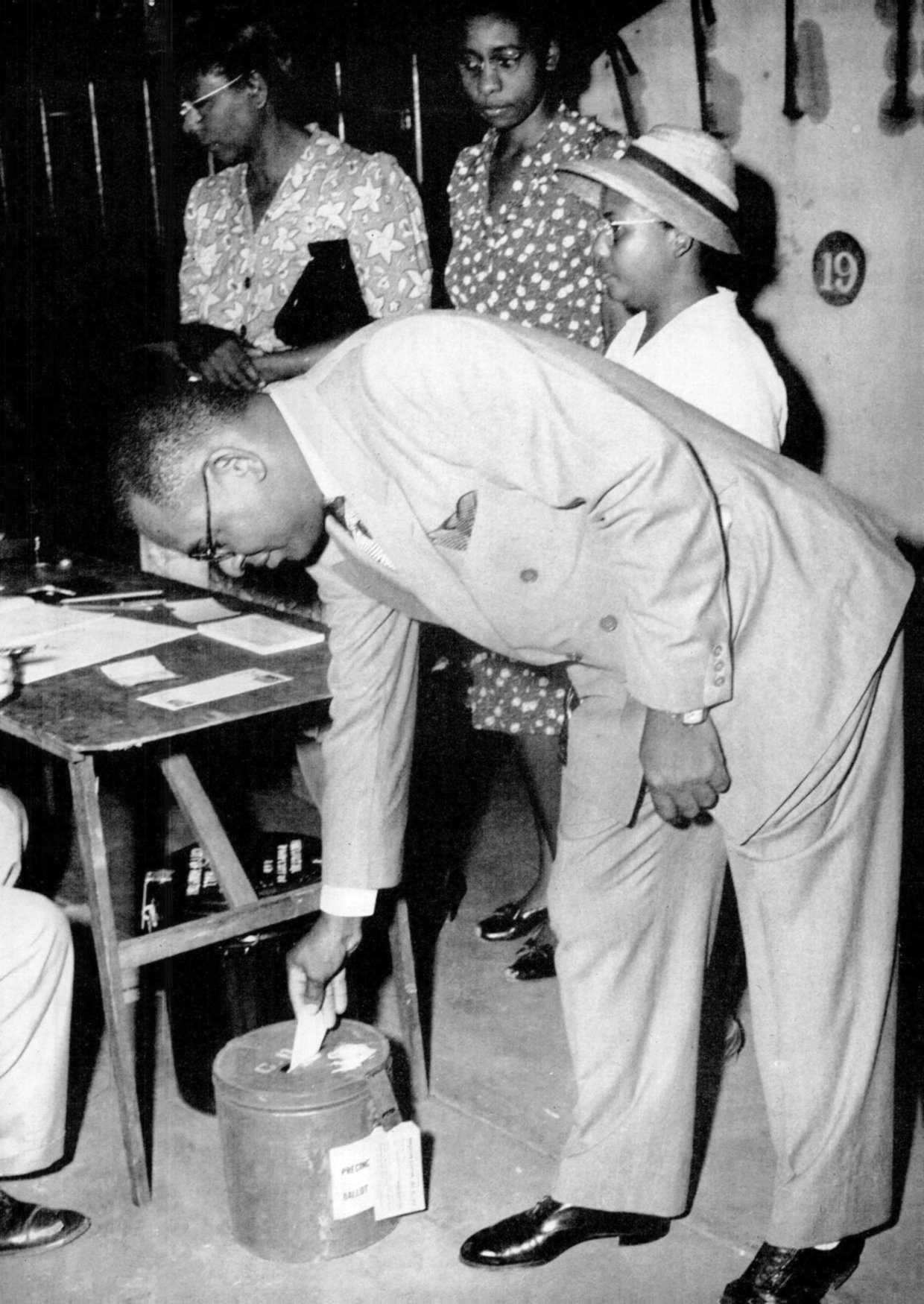
O dentista de Houston Lonnie E. Smith, autor do caso histórico da Suprema Corte Smith v. Allwright, vota nas eleições primárias democratas do Texas em 1944 (22 de julho de 1944).

Na fundação do país, o direito de voto era restrito a "cavalheiros de propriedade e posição", e a maioria dos negros não possuía propriedade suficiente para se qualificar. Quando as exigências de propriedade foram removidas, permitindo que os brancos pobres votassem, surgiram novas formas de impedir os negros de exercerem o voto. A Lei de Naturalização de 1790, por exemplo, concedia cidadania naturalizada apenas a “pessoas brancas livres [...] de bom caráter”, excluindo escravos, negros livres, nativos americanos, servos contratados e asiáticos. Apesar dessas restrições federais, os estados tinham a permissão para conceder o direito de voto em nível estadual. Antes da Guerra Civil, negros livres tinham o direito de votar em estados como Nova York, Nova Jersey e Pensilvânia. Contudo, esse direito foi revogado em Nova Jersey em 1807 e na Pensilvânia em 1838. A Constituição do Estado de Nova York de 1821 impôs uma exigência de propriedade pesada apenas aos eleitores negros, efetivamente privando a grande maioria deles de seus direitos.
Nessa época, os abolicionistas buscavam acabar com a escravidão, e o pedido de sufrágio ganhou força. No entanto, a decisão no caso Dred Scott v. Sandford, de 1857, que determinou que as pessoas de origem africana não eram cidadãos americanos, em vez de resolver a questão, como o presidente Buchanan esperava, gerou indignação e se tornou um fator importante na eclosão da Guerra Civil.
Após a Guerra Civil, a Décima Quinta Emenda concedeu o direito de voto a todos os homens, mas, na prática, os negros ainda enfrentavam numerosos obstáculos. Diversos Códigos Negros, aprovados logo após a abolição legal da escravidão, impediam explicitamente os negros de votar. Além disso, as Leis de execução foram criados para aumentar as penalidades federais para a intimidação de eleitores, especialmente por grupos terroristas brancos, como a Ku Klux Klan.
Os negros que buscavam o sufrágio frequentemente enfrentavam violência e a privação de direitos após o fim da era da Reconstrução, especialmente quando não havia mais tropas federais para garantir a aplicação dos direitos dos negros nos estados da antiga Confederação. O massacre de Colfax, em 1873, exemplifica essa violência: ocorreu quando moradores brancos confrontaram negros e tropas federais em Grant Parish, Louisiana, devido às tensões em torno do voto negro. Além disso, as decisões judiciais daquela época restringiram ainda mais os direitos dos afro-americanos. No caso United States v. Cruikshank (1876), a Suprema Corte dos EUA invalidou parte dos Enforcement Acts, determinando que o governo federal só poderia intervir para evitar a discriminação praticada por agentes estatais, não por indivíduos privados. Em United States v. Reese (1876), a Suprema Corte manteve exigências de votação, como testes de alfabetização, que, embora não explicitamente raciais, eram usadas para discriminar os negros.
No final do século XIX e início do século XX, as leis Jim Crow foram promulgadas por legislaturas estaduais dominadas por democratas brancos. Essas leis impunham a segregação racial legal em nível estadual e local no sul dos Estados Unidos e foram uma tentativa sistemática de privar os negros de seus direitos e desfazer as conquistas políticas e econômicas obtidas durante a era da Reconstrução.
Os negros trabalharam continuamente para superar essas barreiras. Em 1905, um grupo de ativistas negros formou o Movimento Niagara, que rejeitou o Compromisso de Atlanta de 1895 de Booker T. Washington e emitiu uma declaração exigindo o sufrágio universal masculino. Esse movimento deu origem à Associação Nacional para o Progresso de Pessoas de Cor (National Association for the Advancement of Colored People - NAACP), formada em 1910, que focou na luta pelo direito ao voto principalmente através dos tribunais.
A NAACP obteve vitórias importantes em casos judiciais. Em Guinn v. United States (1915), a Suprema Corte derrubou uma cláusula de anterioridade que isentava funcionalmente apenas os brancos dos testes de alfabetização. Em Nixon v. Herndon (1927) e Nixon v. Condon (1932), a Suprema Corte decidiu contra a prática de primárias brancas, mas em Grovey v. Townsend (1935), manteve as primárias brancas. Finalmente, as primárias brancas foram proibidas em Smith v. Allwright (1944) e Terry v. Adams (1953). Em Breedlove v. Suttles (1937), a Suprema Corte manteve a constitucionalidade da exigência de uma taxa de votação para votar, que também servia para limitar o acesso ao sufrágio.
O Movimento dos Direitos Civis trouxe uma atenção renovada aos direitos de voto dos negros. Ativistas como Harriette Moore e Harry T. Moore, da Flórida, foram assassinados pela Ku Klux Klan em 1951 devido ao seu trabalho em prol dos direitos de voto. Em Gomillion v. Lightfoot (1960), a Suprema Corte rejeitou um plano de redesenho das linhas distritais em Tuskegee, Alabama, que visava privar os eleitores negros de seus direitos de voto. A Vigésima Quarta Emenda à Constituição dos Estados Unidos, ratificada entre 1962 e 1964, proibiu a cobrança de taxas de votação como pré-condição para participar das eleições federais. Em 1966, a Suprema Corte decidiu contra as taxas de votação estaduais no caso Harper v. Virginia State Board of Elections. Paralelamente, os líderes dos direitos civis iniciaram campanhas organizadas para registrar eleitores negros, como o Projeto de Educação do Eleitor, que recebeu apoio do governo federal.
A luta pelos direitos de voto foi particularmente intensa no Mississippi, onde a morte de Medgar Evers em 1963 e o assassinato de três voluntários dos direitos civis durante a campanha Freedom Summer em 1964 evidenciaram a gravidade da situação. Os organizadores também fundaram o Partido Democrático da Liberdade do Mississippi para desafiar o Partido Democrático do Mississippi, dominado pelos brancos. No Alabama, as amplamente divulgadas marchas de Selma a Montgomery em 1965, que foram recebidas com violência, levaram a um exame mais detalhado da supressão dos eleitores negros. Em resposta a essas práticas discriminatórias, a Lei do Direito ao Voto de 1965 foi aprovada, proibindo uma série de práticas eleitorais prejudiciais. A Suprema Corte confirmou a constitucionalidade dessa lei na decisão de 1966 no caso South Carolina v. Katzenbach.
Desde a década de 1960, a prática de gerrymandering—o redesenho dos limites dos distritos do Congresso para maximizar o poder político dos brancos e minimizar o dos negros—tem sido identificada como uma ameaça significativa aos direitos de voto dos afro-americanos nos EUA. Em Mobile v. Bolden (1980), a Suprema Corte limitou a decisão de Gomillion v. Lightfoot ao distinguir entre efeitos racistas e intenção racista, proibindo apenas a discriminação intencional. A Suprema Corte decidiu em Shaw v. Reno (1993) que, se um plano de redistritamento for “tão bizarro que seja ‘inexplicável por outros motivos que não a raça’”, ele deve ser submetido a um padrão de “escrutínio rigoroso” de acordo com a Décima Quarta Emenda. Desde então, a Corte derrubou vários planos de redistritamento por gerrymandering racial em casos como Miller v. Johnson (1995) e Bush v. Vera (1996).
No entanto, a Suprema Corte enfraqueceu a Lei do Direito ao Voto com a decisão em Shelby County v. Holder (2013), ao declarar que as condições racistas que justificaram a lei em 1965 não existiam mais em 2013. Em resposta, algumas jurisdições começaram a adotar medidas que dificultavam o acesso ao voto, como o fechamento de locais de votação em bairros predominantemente negros e a imposição de requisitos rigorosos de identificação, que os eleitores negros têm menos probabilidade de possuir em comparação com os eleitores brancos. Além disso, foram fechados os escritórios onde as identificações poderiam ser obtidas. Apesar das alegações de que essas medidas visavam prevenir fraudes eleitorais—um problema raro conforme várias investigações—o resultado claro, e possivelmente a intenção subjacente, foi a redução do voto dos afro-americanos, especialmente nos estados do sul, onde essas práticas foram mais prevalentes.

## Movimento de sufrágio das mulheres negras

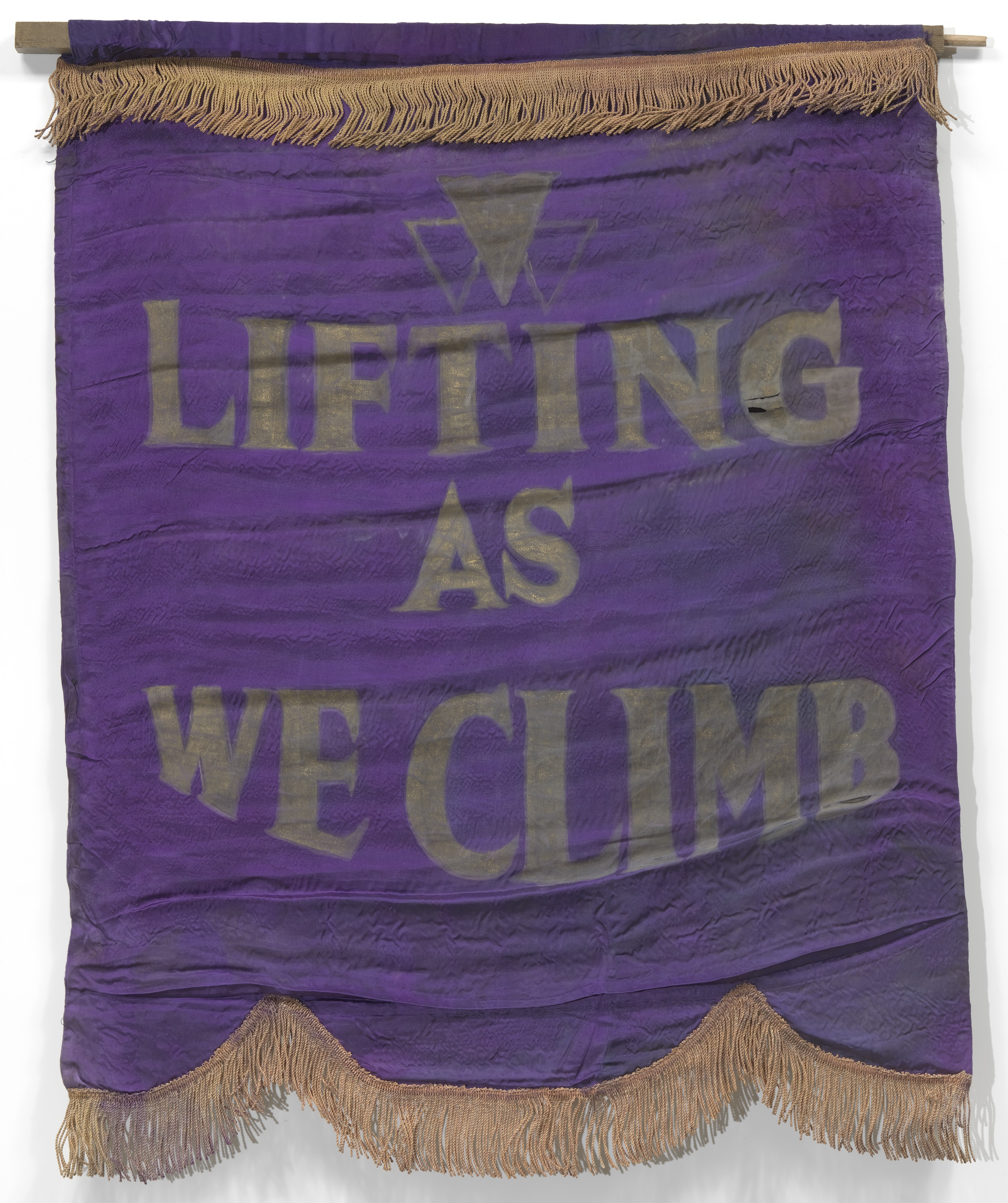
Faixa com o lema da Associação Nacional de Clubes de Mulheres de Cor. Coleção do Museu Nacional Smithsonian de História e Cultura Afro-Americana.

As mulheres negras começaram a lutar pelos direitos políticos na década de 1830 em cidades como Nova York e Filadélfia. Ao longo do século XIX, figuras notáveis como Harriet Forten Purvis, Mary Ann Shadd Cary e Frances Ellen Watkins Harper desempenharam papéis cruciais na defesa dos direitos civis dos negros, incluindo o direito ao voto. No entanto, essas mulheres enfrentaram a dupla opressão da desigualdade racial e de gênero, o que frequentemente resultava em sua marginalização dentro dos movimentos sociais. Essa interseção de desafios levou à formação de organizações específicas, como a Associação Nacional de Mulheres de Cor (National Association of Colored Women), para lutar por uma agenda que abordasse tanto a igualdade racial quanto os direitos das mulheres. A conquista do direito legal de voto para as mulheres negras veio com a aprovação da Décima Nona Emenda à Constituição dos Estados Unidos em 1920, que garantiu o sufrágio feminino. Com a ratificação da emenda e a subsequente aprovação da Lei dos Direitos Civis, as mulheres negras emergiram como um bloco eleitoral poderoso.
No entanto, mesmo após a ratificação da Décima Nona Emenda, as mulheres negras enfrentaram contínuas barreiras ao voto, como violência e intimidação. Para combater essas práticas, muitas mulheres negras protestaram de diversas maneiras. Indiana Little, por exemplo, marchou até o cartório eleitoral local e exigiu seu direito de votar, demonstrando a determinação e resiliência das mulheres negras na luta pela plena inclusão política.

## Leituras adicionais
- Bateman, David (2020). «Partisan Polarization on Black Suffrage, 1785–1868». Perspectives on Politics. 18 (2): 470–491. doi:10.1017/S1537592719001087
- Bateman, David (2018). Disenfranchising Democracy: Constructing the Electorate in the United States, the United Kingdom, and France. [S.l.]: Cambridge University Press. ISBN 9781108470193
- Robinson, George M. Fredrickson Edgar E. (1995). Black Liberation: A Comparative History of Black Ideologies in the United States and South Africa. [S.l.]: Oxford University Press. ISBN 978-0195109788

## Páginas externas
- La Jeunesse, Marilyn (16 de agosto de 2019). «The 19th Amendment Only Really Helped White Women». Teen Vogue. Consultado em 28 de agosto de 2024
- «Weekend Read: Challenging the whitewashed history of women's suffrage». SPL Center. 1 de junho de 2019. Consultado em 28 de agosto de 2024
- Jones, Martha. «How Black Suffragists Fought for the Right to Vote and a Modicum of Respect». SPL Center. Consultado em 28 de agosto de 2024